# Салли, Йонас
Гьяве Йонас Салли (англ. Gyawe Jonas Salley; род. 16 марта 1982, Кот-д’Ивуар) — австралийский футболист, полузащитник.

## Карьера
Футбольную карьеру начал в 1999 году, до 2005 года выступал в ивуарийских командах, наиболее известной из которых стала «Африка Спорт». В 2006 году, спасаясь от гражданской войны, Йонас эмигрировал в Австралию. В Австралии первоначально выступал в малоизвестном клубе «Милл Парк», где за короткий срок показал свои лучшие качества и был замечен «большими» клубами. Первой командой стал «Саут Мельбурн», который выступал во второй по силе австралийской лиге — Викторианской Премьер-лиге. В А-лиге дебютировал в 2006 году за команду «Нью Зиланд Найтс». Игрок зарекомендовал себя как плеймейкер, способный отдать результативную передачу. Кроме того, Салли выполнял большой объем черновой работы на поле. Несмотря на то, что большую часть сезона игрок был травмирован, в оставшихся играх показал сыграл безупречно, что отразилось и на итоговых результатах клуба. После того, как «Кнайтс» неубедительно сыграли в сезоне 2006/07 годов, Салли подписал краткосрочный контракт с ФК «Сидней», которая нуждалась в остром игроке в финальной части чемпионата. За «Сидней» вышел лишь однажды, поэтому принял решение не продлевать контракт и перешёл в «Саншайн Джордж Кросс».
13 марта 2007 года было объявлено о том, что игрок подписал двухгодичный контракт с «Аделаида Юнайтед». Несмотря на то, что у Салли было австралийское гражданство, по новым поправкам ФИФА он считался иностранным игроком, так как проживал в Австралии меньше пяти лет. Таким образом, он не мог выступать за клуб в Лиге чемпионов АФК 2008 года, для участия в розыгрыше были заявлены три других игрока. Салли неоднократно заявлял, что готов покинуть клуб, так как в сезоне 2008/09 годов получал мало игровой практики.
После многочисленных разговоров о его ивуарийском происхождении, 20 февраля 2009 года игрок и клуб расторгли контракт. После «Аделаида Юнайтед» Салли принял решение выступать в Китае — в марте этого же года на правах свободного агента подписал соглашение с «Шэньси Чаньба». В 2011-12 годах на некоторое время возвращался в Австралию, где выступал за «Голд-Кост Юнайтед».
В 2012 году принял предложение от команды Суперлиги Китая «Наньчан Хэнъюань». В январе 2013 года на правах свободного агента перешёл в другой китайский клуб «Гуйчжоу Жэньхэ».
В январе 2015 года Салли принял решение о заключении контракта с клубом первой лиги Китая «Нэй Мэнгу Чжунъю».
18 февраля 2017 года Салли был вынужден завершить карьеру из-за травмы колена.
Весной 2019 года стал работать ассистентом Томажа Кавчича в клубе второй лиги Китая «Циндао Ред Лайонс».

## Достижения
«Гуйчжоу Жэньхэ»
- Суперкубок Китайской футбольной ассоциации: 2014